# Judith Reisman
Judith Reisman (Newark, 11 de abril de 1935 - 9 de abril de 2021) nombre de nacimiento Judith Ann Gelernter, fue una escritora, activista y conferenciante estadounidense.

## Biografía
Hija de Ada Goldberg y Matthew Gelernter. Comenzó sus estudios universitarios en el City College de Los Ángeles, para después continuarlos en la Universidad Case de la Reserva Occidental, donde obtuvo un máster en comunicación en 1976 y el doctorado (PhD) en esa misma área en 1980.
Judith Reisman participó en las batallas legales como activista contra la pornografía o el acoso sexual de mujeres y niños.
Escribió varios libros, dedicó más de veinte para investigar los experimentos y denunciar como defectuosos los estudios del estadounidense Alfred Kinsey.
Contrajo matrimonio con Arnold Reisman.

## Libros
- 1986, Images of Children, Crime and Violence in Playboy, Penthouse, & Hustler.
- 1990, Kinsey, Sex and Fraud.
- 1991, Soft Porn Plays Hardball.
- 1998, Kinsey, Crimes & Consequences.
- Kinseys pädophile und pansexuelle Daten
- 2006, Kinsey's Attic: The Shocking Story of How One Man's Sexual Pathology Changed the World. Cumberland House Publish.  ISBN 978-1-58182-460-5
- 2010, Sexual Sabotage: How One Mad Scientist Unleashed a Plague of Corruption and Contagion on America. WND Books ISBN 978-1-935071-85-3

### Editados en español
- 2000, Kinsey. Crimen y consecuencia. (ISBN 0966662415)
- 2010, Sabotaje sexual. (ISBN 1935071858)
- 2012, Honor robado inocencia robada. (ISBN 9781937102029)